# Jaime Roos te hizo vivir
Jaime Roos te hizo vivir es un disco perteneciente al cantautor uruguayo Jaime Roos editado en el año 1997, el mismo es una selección de temas románticos editados bajo el sello EMI - Orfeo. Esta álbum contó con la colaboración cantantes y músicos invitados como: Laura Canoura (tema 5 y 6), Raúl Mayora (tema 15), Estela Magnone (tema 1) y Grupo Travesía (tema 4,5,7 y 13).

## Lista de temas
1. Olvidando el adiós (letra de Estela Magnone y Jaime Roos, música de Estela Magnone)
2. No dejes que
3. Tu vestido blanco (letra de Jorge Bonaldi y música de Jaime Roos)
4. Larai

1. Te hizo vivir
2. Quince abriles
3. Carta a Poste Restante
4. Flamenca Real
5. Mío
6. Piropo
7. Historias tristes
8. Ella allá
9. Dices que te vas
10. Tu laberinto
11. Inexplicable
12. Amándote

- Todas las canciones son de Jaime Roos, excepto las que se indiquen.

- Datos: Q5925320